# Greg Docherty
Greg Alexander Docherty (* 10. September 1996 in Milngavie) ist ein schottischer Fußballspieler, der bei Hull City unter Vertrag steht.

## Karriere

### Verein
Greg Docherty wurde im Jahr 1996 in Milngavie, einem Vorort der schottischen Metropole Glasgow geboren. Von 2006 bis 2013 spielte er in der Jugend des etwa 15 km südöstlich von Glasgow gelegenen Verein Hamilton Academical. Für diesen gab er im Dezember 2013 im Alter von 16 Jahren sein Debüt in der Profimannschaft. Beim Zweitligaspiel gegen Alloa Athletic wurde er in der 78. Spielminute für Ali Crawford eingewechselt. Am Ende der Saison 2013/14 gelang der Aufstieg in die Scottish Premiership. Docherty war dabei insgesamt dreimal im Saisonverlauf zum Einsatz gekommen. Im April 2015 verlängerte er seinen Vertrag mit dem Verein bis zum Jahr 2017. Einen Monat später gelang ihm im Spiel gegen Partick Thistle sein erstes Tor als Profi, als er zum 1:1-Endstand traf. In der Saison 2016/17 spielte der Verein in der Abstiegs-Relegation gegen Dundee United. Docherty erzielte dabei nach einem 0:0 im Hinspiel, den entscheidenden Treffer im Rückspiel das 1:0 gewonnen wurde. Nach dem Klassenverbleib wurde der Vertrag bis 2020 ausgedehnt. Im Januar 2018 wechselte Docherty zu den Glasgow Rangers. Zu Beginn der Saison 2018/19 wurde Docherty an den englischen Drittligisten Shrewsbury Town verliehen. Danach innerhalb von Schottland zu Hibernian Edinburgh.
Im August 2020 unterschrieb er einen Dreijahresvertrag bei Hull City.

### Nationalmannschaft
Greg Docherty spielte im Jahr 2012 zweimal in der schottischen U-17 gegen Belgien und Schweden. Am 5. Oktober 2016 debütierte er in der U-21 gegen Island.